# Lepthyphantes iranicus
Lepthyphantes iranicus là một loài nhện trong họ Linyphiidae.
Loài này thuộc chi Lepthyphantes. Lepthyphantes iranicus được Michael Ilmari Saaristo & Andrei V. Tanasevitch miêu tả năm 1996.